# Alfredo Cremonesi
Alfredo Cremonesi (ur. 15 maja 1902 we włoskiej miejscowości Ripalta Guerina, zm. 7 lutego 1953 w Dodoku w Birmie) – włoski i birmański duchowny katolicki, męczennik i błogosławiony Kościoła katolickiego. 
W wieku 9 lat wstąpił do niższego seminarium duchownego. Przez wiele lat cierpiał na schorzenie węzłów chłonnych i uzdrowienie go z tej choroby przypisał później św. Teresie. W 1922 roku wstąpił do misyjnego wyższego seminarium, po którego ukończeniu 12 października 1924 roku w Mediolanie przyjął święcenia kapłańskie. Rok później przybył do Birmy, gdzie pracował w mieście Taungngu, natomiast rok później przeniesiono go do miejscowości Jedasze. Szybko zyskał sympatię mieszkańców, nauczył się ich języka i poznawał obyczaje, a także ewangelizował. W 1929 roku przeniesiono go do ostatniej miejscowości Dodoku, w której pracował do końca życia. Pozostał w Birmie w czasie japońskiej okupacji w czasie II wojny światowej, gdy narastały konflikty etniczne w państwie. W 1953 roku do wsi wkroczyły oddziały wojsk wiernych rządowi i dokonały masakry jej mieszkańców, posądzanych przez nich o sprzyjanie rebeliantom. Ksiądz Alfredo stanął w obronie ludności i za to został zamordowany 7 lutego 1953 roku. W 2004 roku rozpoczął się jego proces beatyfikacyjny. 19 października 2019 roku Alfredo Cremonesi został beatyfikowany, ceremonia odbyła się w Cremonie we Włoszech.